# KamAZ-43255
Der KamAZ-43255 (russisch КамАЗ-43255) ist ein Lastwagen aus der Produktion des KAMAZ-Werks in Nabereschnyje Tschelny. Der Kipper wird seit 2007 angeboten und baut auf dem Fahrgestell des KamAZ-43253 auf.

## Fahrzeugbeschreibung

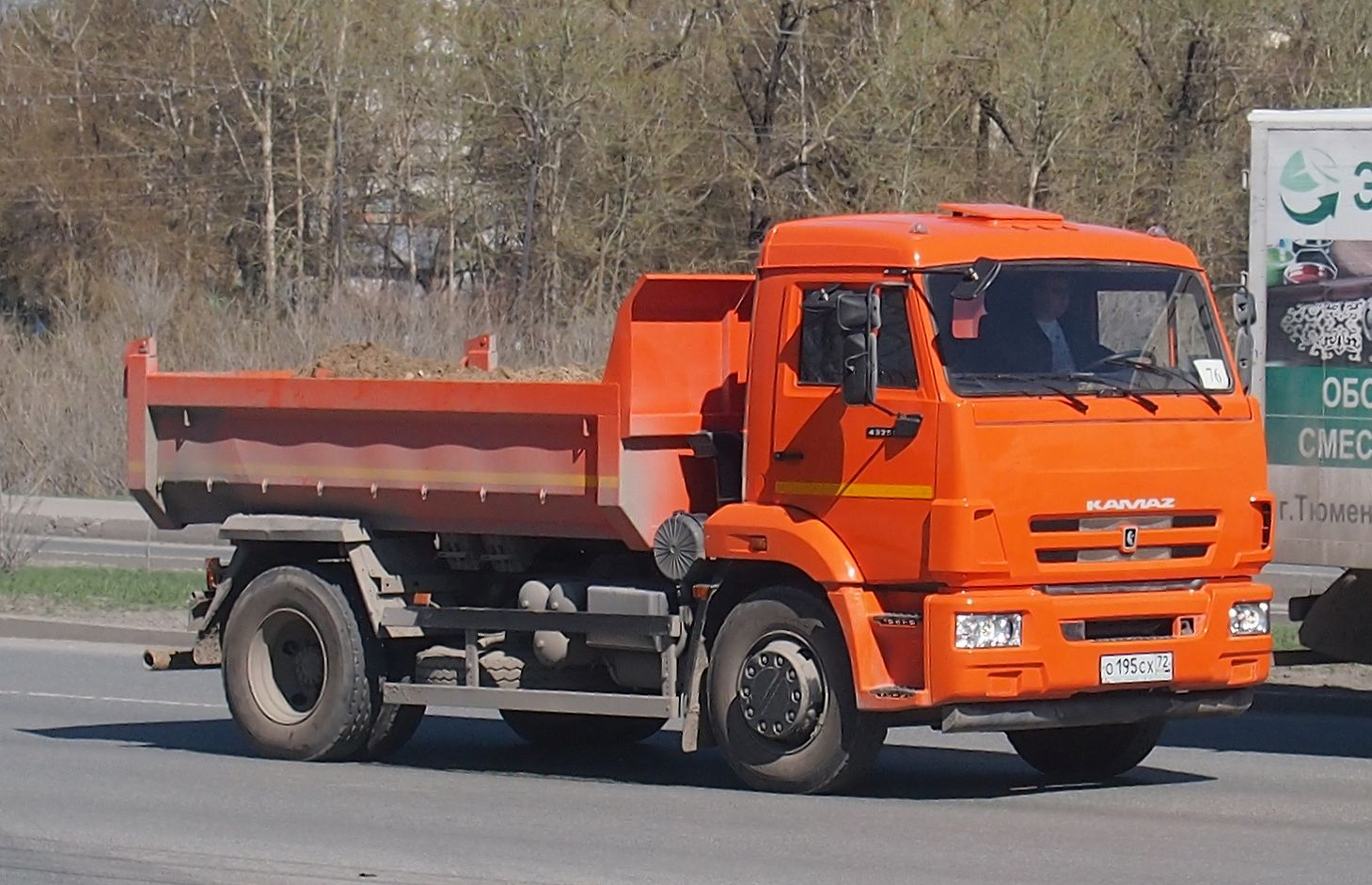
KamAZ-43255 in Tjumen (2014)

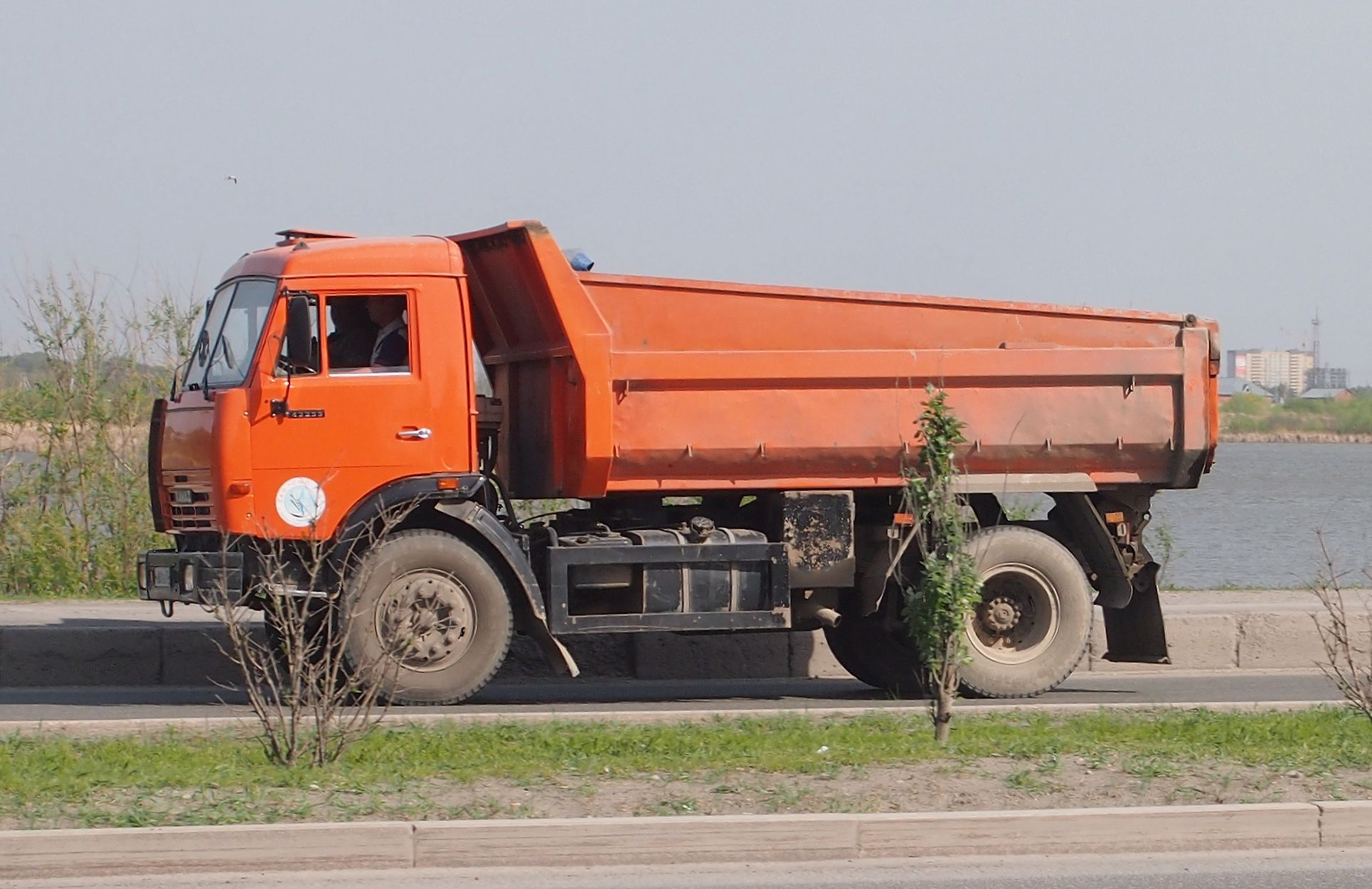
KamAZ-43255 mit höherer Kippmulde (2014)

Der Hersteller KAMAZ brachte Mitte 2007 mit dem KamAZ-43255 einen zweiachsigen Kipper mit Hinterradantrieb auf den Markt, der unterhalb der üblichen dreiachsigen Modelle angesiedelt ist. Bereits damals wurden Motoren von Cummins Engine verwendet.
Bis 2016 stieg die Nutzlast um 500 kg auf 7500 kg an. Der zu dieser Zeit stärkste für den Wagen erhältliche Sechszylindermotor leistet 242 PS (178 kW). Er treibt den Lastwagen über ein Sechsgang-Schaltgetriebe an, das vom deutschen Unternehmen ZF Friedrichshafen zugeliefert wird. Das Fahrgestell und Motor sind die gleichen wie im KamAZ-43253. Außerdem wird eine Version mit geringfügig höherer Nutzlast angeboten, deren Motor nur vier statt sechs Zylinder hat und 177 PS (130 kW) leistet. Ansonsten sind die Lkw baugleich.
Der für den Nahverkehr gebaute Lastwagen hat eine kurze Fahrerkabine ohne Schlafplatz für den Fahrer.

## Technische Daten
Die hier aufgeführten Daten gelten für Fahrzeuge vom Typ KamAZ-43253, wie sie der Hersteller Mitte 2016 mit der höchsten Motorisierung anbietet. Über die Bauzeit hinweg und aufgrund verschiedener Modifikationen an den Fahrzeugen können einzelne Werte leicht schwanken.
- Motor: Viertakt-R6-Dieselmotor
- Motortyp: Cummins ISB6.7e4 245
- Leistung: 242 PS (178 kW)
- maximales Drehmoment: 925 Nm
- Hubraum: 6,7 l
- Verdichtung: 17,3:1
- Abgasnorm: EURO 4
- Tankinhalt: 210 l
- Getriebe: manuelles Sechsgang-Schaltgetriebe
- Getriebetyp: ZF 6S1000 von ZF Friedrichshafen
- Höchstgeschwindigkeit: 95 km/h
- Antriebsformel: 4×2
- Bordspannung: 24 V
- Lichtmaschine: 28 V, 2000 W
- Batterie: 2 × 190 Ah, 12 V, in Reihe geschaltet

Abmessungen und Gewichte
- Länge: 6030 mm
- Breite: 2500 mm
- Höhe: 2830 mm
- Radstand: 3500 mm
- Ladevolumen: 6,0 m³
- maximaler Kippwinkel: 55°
- Wendekreis: 15 m
- Leergewicht: 7225 kg
- Zuladung: 7500 kg
- zulässiges Gesamtgewicht: 14.800 kg
- maximale Achslast vorne: 5300 kg
- maximale Achslast hinten: 9500 kg
- maximal befahrbare Steigung: 25 %